# 406
406 (CDVI na numeração romana) foi um ano comum do século V do Calendário Juliano, da Era de Cristo, teve início numa segunda-feira  e terminou também numa segunda-feira, a sua letra dominical foi G, totalizando 52 semanas. foi o ano em que os vândalos cruzaram o reno e invadiram Gália, no dia 31 de dezembro.
| Ano completo                         |
| ------------------------------------ |
| Ano comum com início à segunda-feira |

## Eventos
- 31 de Dezembro - Os vândalos, alanos e suevos iniciam a Travessia do Reno e a invasão do Império Romano do Ocidente.
- Inicia a construção da Grande Mesquita de Gaza como uma igreja.

## Nascimentos
- Átila, o Huno, o flagelo dos deuses, rei dos Hunos, m. 453.